# Dramalj
Dramalj är en ort i Kroatien.   Den ligger i staden Grad Crikvenica och länet Gorski kotar, i den centrala delen av landet, 120 km sydväst om huvudstaden Zagreb. Dramalj ligger 42 meter över havet och antalet invånare är 1 485.
Terrängen runt Dramalj är varierad. Havet är nära Dramalj söderut. Runt Dramalj är det ganska glesbefolkat, med 39 invånare per kvadratkilometer. Närmaste större samhälle är Crikvenica, 2,6 km sydost om Dramalj. Omgivningarna runt Dramalj är en mosaik av jordbruksmark och naturlig växtlighet.